# Ramon Quadreny i Orellana
Ramon Quadreny i Orellana (Barcelona, 1893 - Barcelona, 1961) més conegut com a Ramon Quadreny va ser un director i guionista de cinema català.
Estudià peritatge Químic, però no va arribar a exercir-ne mai. Inicià la seva trajectòria com a actor de teatre per a les companyies de Margarida Xirgú i Enric Borràs. Començà en el cinema davant de la càmera treballant per Studio Films. Paral·lelament, fundà la seva pròpia companyia amb l'actriu Maria Fortuny, qui fou la seva esposa. Fou actor de doblatge amb l'entrada del cine sonor. Durant la Guerra Civil passà a dirigir algunes pel·lícules. Al finalitzar el conflicte es va dedicar exclusivament al cinema, deixant de banda el teatre.
Ramón Quadreny i Maria Fortuny foren els pares del muntador Ramón Quadreny i Fortuny i de l'actriu Maria Quadreny i Fortuny.

## Filmografia[2]

### Director
- 1938. En la brecha.
- 1940. La alegría de la huerta
- 1940. Muñequita
- 1941. El 13.000
- 1942. Sangre en la nieve
- 1943. La chica del gato
- 1943. Una chica de opereta
- 1943. Mi enemigo y yo
- 1945. Ángela es así
- 1945. Eres un caso